# Adeguamento sismico
L'adeguamento sismico delle strutture (spesso indicato anche con l'inglese seismic retrofit) consiste nella modificazione delle costruzioni esistenti per renderle più resistenti all'azione sismica, ossia al movimento del terreno dovuto a un terremoto.

## Descrizione
Prima dell'introduzione dei codici antisismici moderni, alla fine degli anni sessanta per alcuni paesi sviluppati (USA, Giappone, ecc.) e alla fine degli anni settanta per molti altri paesi del mondo (Turchia, Cina ecc.), molte strutture sono state progettate senza adeguati rinforzi per la protezione all'azione sismica. Per tale problema, vari lavori di ricerca sono stati portati avanti negli anni. Sono state pubblicate a livello mondiale alcune linee guida tecniche sullo stato dell'arte della costruzione antisismica, sulle tecniche per stabilire il rischio sismico, per l'adeguamento e per la riabilitazione degli edifici colpiti dal sisma, ma ancora "salvabili" - come la ASCE-SEI 41 e le linee guida della New Zealand Society for Earthquake Engineering (NZSEE).
Le tecniche di retrofit qui evidenziate sono applicabili anche per la protezione da altri pericoli naturali come i cicloni tropicali, i tornado e i venti più severi nelle classi più forti di tempesta. Mentre la pratica corrente dell'adeguamento sismico ha come aspetto predominante alcune migliorie strutturali per ridurre il pericolo sismico dell'utilizzo delle strutture, viene sempre più evidenziato come essenziale la necessità di ridurre i pericoli e le perdite risultanti anche da elementi non strutturali. Non esiste una struttura che sia del tutto a prova di terremoti, anche se la prestazione sismica può essere aumentata notevolmente grazie ad apposite strategie progettuali iniziali oppure con modifiche successive.
In Italia gli interventi di adeguamento e di miglioramento sismico sono finanziati attraverso il cosiddetto Sisma Bonus dal 2013. Gi incentivi fiscali, di fatto, sono riconosciuti in base alla classe di miglioramento sismico ottenuta attraverso l'intervento. L'Agenzia delle entrate si espressa più volte in merito ai meccanismi di uso degli incentivi, e della loro eventuale cessione a soggetti capienti.

### Strategie
Strategie di adeguamento sismico (o seismic retrofit) sono state sviluppate negli ultimi decenni in seguito all'introduzione di nuove norme antisismiche e alla disponibilità di materiali avanzati (ad esempio materiali fibrorinforzati, calcestruzzo rinforzato con fibre e acciaio ad alta resistenza). Le strategie si differenziano concettualmente dalle tecniche di riabilitazione sismica, in quanto le prime sono costituite da un approccio complessivo atto a raggiungere un obiettivo prestazionale di riabilitazione, come l'aumento della resistenza, l'incremento della deformabilità, la riduzione della domanda di deformazione, mentre le seconde sono i metodi tecnicamente necessari a raggiungere una strategia, ad esempio il rivestire con acciaio le colonne portanti alla base ("FRP jacketing").
Tra le varie strategie si possono elencare:
- L'incremento della capacità globale (rafforzamento). Questo tipicamente viene ottenuto con l'aggiunta di controventi o di nuovi muri portanti, i cosiddettisetti sismici.
- La riduzione della domanda sismica grazie a elementi dissipativi supplementari e l'utilizzo di sistemi per l'isolamento della base dell'edificio dal movimento sismico.[7]
- L'aumento della resistenza (capacità locale) degli elementi strutturali. Questa strategia riconosce la capacità intrinseca delle strutture esistenti e adotta un approccio più efficace nel migliorare selettivamente la capacità locale (deformazione/duttilità, resistenza o rigidità) di alcuni componenti strutturali.
- Retrofit tramite indebolimento selettivo. Questa è una strategia controintuitiva per cambiare i meccanismi anelastici della struttura, pur riconoscendo la capacità intrinseca della struttura. Ad esempio in edifici che non possono oscillare liberamente (e che quindi tenderebbero a rompersi in alcuni punti cruciali per evitare il collasso sotto stress), come quelli con la base a forma di "L", si facilita la rottura nel punto di contatto tra le due ali della struttura, separandole).[8]
- Eliminazione delle connessioni rigide tra gli edifici (ponti di passaggio in cemento armato) e loro eventuale sostituzione con eventuali ponti scorrevoli (in metallo, anche deformabile) per permettere libertà di movimento tra strutture che di fatto sono indipendenti nella loro risposta oscillatoria al sisma.

Qualsiasi intervento di miglioramento o adeguamento sismico deve partire da un'analisi dello stato di fatto. Per esempio, nel caso di edifici in muratura datati, è essenziale saggiare lo stato di "dignità strutturale" della muratura. In caso questa presenti problemi di consistenza, per esempio perché la malta non si trova più in stato attivo, oppure vi sono delle situazioni di distacco, è necessario, prima di avviare interventi di rinforzo locale, restituire capacità strutturale alla muratura.

### Obiettivi prestazionali
Nel passato il retrofit antisismico veniva principalmente applicato con l'obiettivo di assicurare la sicurezza pubblica, con soluzioni ingegneristiche limitate da considerazioni politiche ed economiche. Con lo sviluppo dell'ingegneria basata sulle prestazioni durante il terremoto ("Performance Based Earthquake Engineering", PBEE), diversi livelli di obiettivi prestazionali sono stati gradualmente riconosciuti:
- Garantire l'incolumità pubblica. L'obiettivo è quello di proteggere la vita umana, assicurando che la struttura non collassi sui suoi occupanti o che crolli su luoghi vicini, permettendo l'uscita dalla struttura in sicurezza. Dopo un terremoto di elevata entità può essere necessario l'abbattimento e la sostituzione totale della struttura (che può diventare troppo pericolosa in successive scosse, troppo costosa da riparare e pericolante in modo tale da mettere a rischio altri edifici. Dal punto di vista economico si traduce nella perdita totale del valore dell'edificio.
- Garantire la sopravvivenza della struttura. L'obbiettivo in questo caso è di fare in modo che la struttura rimanga in piedi permettendo l'evacuazione in sicurezza, pur necessitando successivi ampi interventi di riparazione (ma non di abbattimento e ricostruzione) prima di essere riutilizzata o considerata sicura per l'occupazione. Questo è tipicamente il livello più basso di riabilitazione sismica applicata ai ponti.
- Garantire la funzionalità strutturale. Le parti strutturali non devono danneggiarsi e l'edificio non vede diminuita la sua utilità nei confronti del suo utilizzo primario. Questo è un livello più alto di riabilitazione sismica in quanto assicura che ogni intervento di riparazione necessario riguarderà solo aspetti "cosmetici", come ad es. la riparazione di crepe minori all'intonaco, ai muri non portanti e agli stucchi. Questo è il livello minimo accettabile per la riabilitazione degli ospedali.
- Garantire la struttura intatta. Questo è il livello più alto ti riabilitazione ed è preferibile per strutture di rilevanza storico-artistica o di alta importanza culturale.

Questo approccio è impiegato anche nella normativa italiana nelle norme tecniche e a livello europeo nelle indicazioni fornite negli eurocodici in cui sono indicati gli stati limite.

## Tecniche
Le tecniche più comuni di adeguamento antisismico possono essere classificati in diverse categorie:

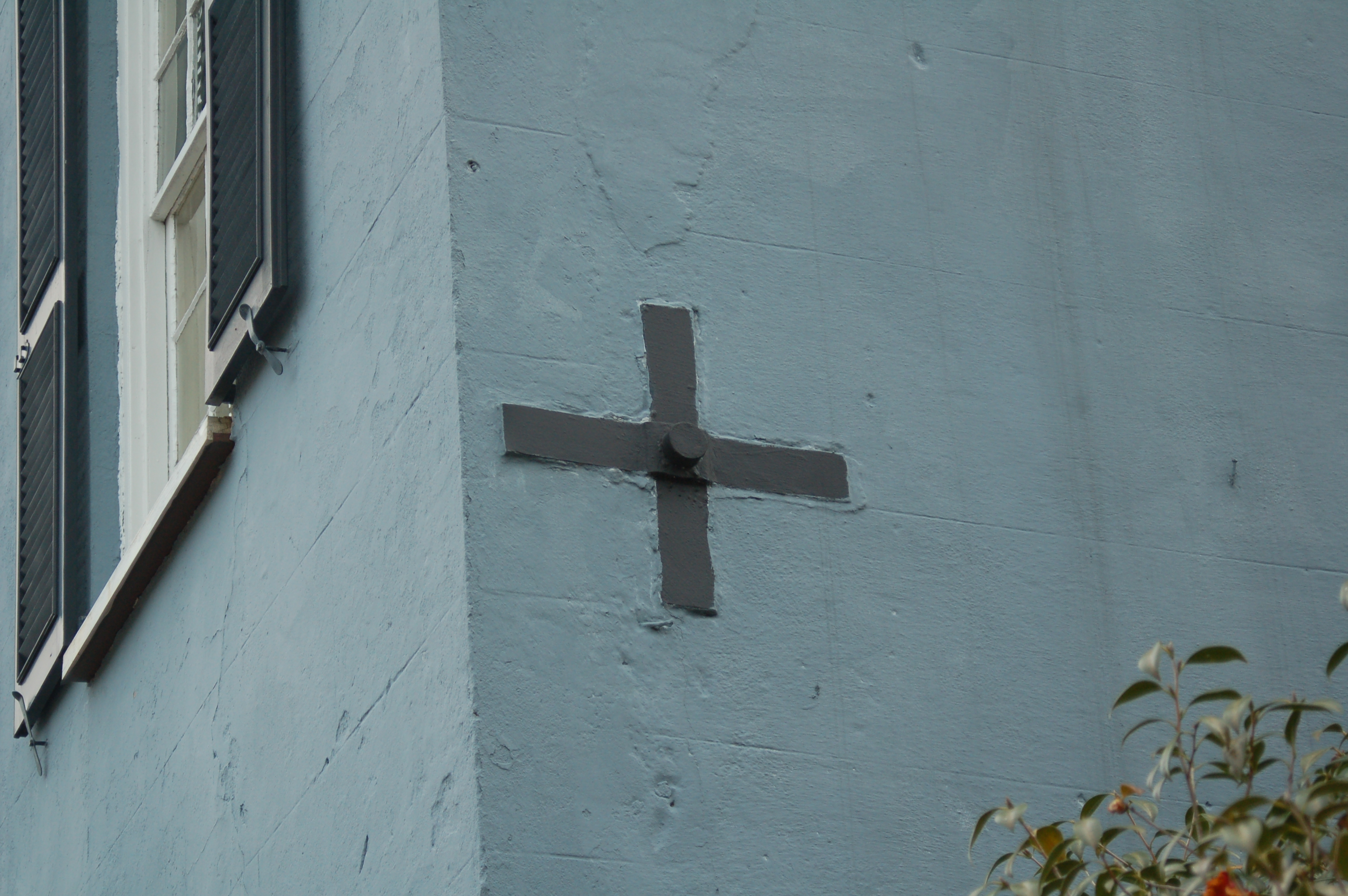
Una tra i molti "bulloni da terremoto" ("earthquake bolts") che si trovano nelle case del periodo nella città di Charleston in seguito al terremoto del 1886. Potevano essere stretti o resi più laschi per sostenere le case senza dover demolire la casa a causa dell'instabilità. Questi bulloni erano connessi direttamente in modo lasco alla struttura di sostegno delle case.

### Precompressione
L'utilizzo di sistemi post-tesi è stato sviluppato nelle decadi 1990-2010. Sotto il programma PRESS (Precast Seismic Structural Systems), un programma di ricerca congiunta degli Stati Uniti e del Giappone, sono stati collocati tendini d'acciaio di alta resistenza per fungere da post-tensori in modo da ottenere un sistema che può resistere ai momenti delle forze.
Un'estensione della stessa idea per la attualizzazione antisismica è stata studiata sperimentalmente per il retrofit antisismico dei ponti della California, in un programma di indagine della Caltrans e per il retrofit antisismico di giunti di strutture in cemento armato non rafforzato in modo duttile.|titolo=Il cemento precompresso}} può aumentare la resistenza di elementi strutturali come assi portanti, colonne e i giunti tra asse e colonna. Deve notarsi che il pre-tensionamento esterno è stato usato per migliorie strutturali della capacità di carico dovute alla gravità e alle forze vive sin dagli anni settanta.

### Isolatori alla base

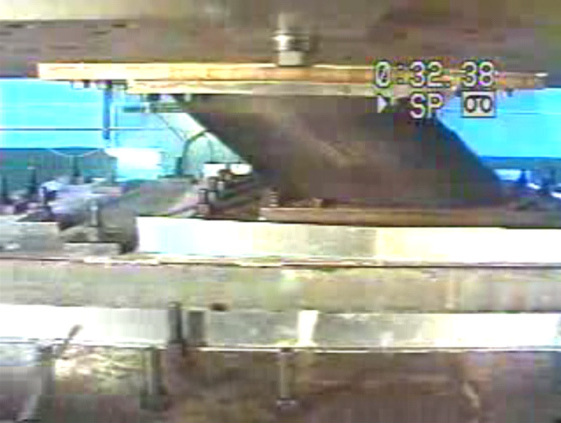
Isolatore sismico

Per isolamento alla base si intende una serie di elementi strutturali aggiunti oppure originari in un edificio che dovrebbero disaccoppiare la struttura dell'edificio dal terreno in movimento proteggendo in questo modo l'integrità dell'edificio e migliorando la sua prestazione sismica. Questa tecnologia di ingegneria sismica, che è un tipo di controllo delle vibrazioni sismico può essere applicata sia a un edificio di nuova progettazione che per il retrofit delle strutture esistenti.
Normalmente, si scava attorno all'edificio e l'edificio viene separato dalle fondamenta. Le colonne del primo piano vengono sostituite con colonne in acciaio, oppure le colonne originali in cemento armato vengono foderate con camicie di acciaio. Al di sotto del solaio del primo piano vengono inserite numerose travi in acciaio, oppure si aggiunge sotto al solaio del primo piano uno spessore di cemento armato con una rete in acciaio inossidabile in modo da renderlo più resistente.
Il punto di contatto tra le colonne del piano terra e il solaio del primo piano viene tagliato (previo inserimento di colonne mobili in acciaio, con estensori a controllo idraulico, per evitare il crollo) e nella parte asportata vengono inseriti degli isolatori, che possono essere dei piatti in acciaio all'apice della colonna (controllano meglio i movimenti di vibrazione verticale) che reggono una testina che funge da base alla colonna portante dei piani superiori, oppure dei cilindri isolatori in gomma o resine speciali, con molle o piani in acciaio (resistono meglio ai movimenti sussultori verticali), che sostituiscono il materiale rimosso. Mentre l'isolamento alla base tende a restringere la trasmissione del movimento dal suolo all'edificio, grazie ad accorgimenti geometrici (studiati al computer) mantiene l'edificio posizionato in modo adeguato sopra le fondamenta. Si richiede molta attenzione al dettaglio nei punti dove l'edificio si interfaccia con il terreno, specialmente alle entrate, scale e rampe, per assicurare un moto relativo sufficiente (oppure il collasso selettivo in alcuni punti) di questi elementi strutturali.

### Dissipazione sismica
Smorzatori, o dissipatori, sismici (in inglese "dampers") assorbono l'energia della vibrazione sismica e la convertono in calore, in questo modo riescono a "smorzare" (damping) gli effetti di risonanza in strutture che sono connesse in modo rigido al suolo. In aggiunta all'aumentata capacità di dissipazione dell'energia meccanica della strutture, smorzatori supplementari possono ridurre il movimento e le accelerazioni all'interno delle strutture. In alcuni casi il pericolo di crollo non proviene dalla scossa iniziale, ma piuttosto dai movimenti di risonanza periodica della struttura che ripetuti movimenti del terreno inducono. Gli smorzatori supplementari agiscono come le molle o i pistoni delle sospensioni degli automobili.

### Smorzatori a massa accordata
Gli smorzatori a massa accordata (noti anche come "tuned mass dampers" o "TMD") sono dispositivi in grado di realizzare un "assorbimento armonico", basato su una massa "sintonizzata" (o "accordata") che contrasta la frequenza sismica, smorzandola. Questi "assorbitori armonici" adoperano dei pesi mobili su elementi che si comportano come una "molla". Questi vengono impiegati tipicamente per ridurre l'oscillazione dovuta al vento in edifici molto alti e leggeri. Progetti simili possono essere impiegati per conferire resistenza ai terremoti in quegli edifici con altezza di 8-10 piani, che sono soggetti a terremoti distruttivi indotti dalla risonanza con le onde sismiche più frequenti.

### Slosh tank
Uno "slosh tank" è un grosso serbatoio ("di sguazzo") pieno di fluido viscoso collocato nei piani più alti. Durante un evento sismico, il fluido di questo serbatoio oscillerà avanti e indietro, ma il suo movimento viene rallentato e deviato da intercapedini - alette che prevengono che il serbatoio stesso entri in risonanza con le onde sismiche; costituendo una massa importante l'acqua può cambiare o contrastare totalmente il periodo di risonanza dell'edificio. Può essere considerato una tecnica concettualmente analoga ai suddetti smorzatori a massa accordata. Inoltre l'energia cinetica viene in parte convertita in calore dalle alette che viene dissipata nell'acqua - anche se qualsiasi aumento di temperatura sarà insignificante.

### Sistemi di controllo attivo
Quando edifici molto alti vengono costruiti con materiali leggeri ("grattacielo"), possono oscillare (ma non pericolosamente) in alcune condizioni di vento. Una soluzione a questo problema è quello di includere in uno ogni sei piani superiori una pesante massa, costretta, ma libera di muoversi all'interno di uno spazio limitato, e muovendosi su un sistema di scorrimento. Pistoni idraulici, alimentati da pompe elettriche e accumulatori, vengono mossi attivamente per contrastare le forze del vento e le risonanze naturali. Queste, se adeguatamente progettate, possono anche essere efficaci nel controllare il moto eccessivo - anche senza l'applicazione di potenza - durante un terremoto. In genere durante un terremoto gli alti edifici moderni con struttura in acciaio non sono così soggetti a movimenti pericolosi rispetto a quelli a media elevazione (edifici da otto a dieci piani), dal momento che il periodo di risonanza di un edificio molto più alto di 10 a piani è maggiore rispetto a quello delle scosse con frequenza di circa un secondo tipicamente prodotti da un terremoto.

### Aggiunta "ad hoc" di elementi di supporto strutturale o di rinforzo
La forma più comune di adeguamento antisismico per edifici bassi è l'aggiunta di rinforzi alla struttura esistente in modo da aggiungere ulteriore resistenza alle forze sismiche (da puntelli e archi in legno a vari tipi di strutture in acciaio). Il rafforzamento può essere limitato a connessioni tra elementi architettonici esistenti oppure può necessitare dell'aggiunta di elementi di resistenza primari come muri, archi, strutture portanti, in particolare nei piani inferiori.

#### Debolezze tra edifici esistenti e nuove aggiunte
Frequentemente le aggiunte alla costruzione non sono connesse in maniera forte alla struttura esistente, semplicemente vengono collocate accanto ad esse, con una continuità architettonica soltanto nella pavimentazione, nel rivestimento e spesso nel tipo di tetto. Come risultato l'ala aggiunta può avere un periodo di risonanza diverso rispetto alla struttura originale, le due strutture possono facilmente staccarsi e avendo un moto relativo non armonico possono andare a collidere, colpendosi reciprocamente fino a causare un grave danno strutturale. Metodi costruttivi adeguati cercheranno di non avvicinare i due edifici, oppure di legare rigidamente le due componenti in modo che si comportino come una singola massa oppure impiegheranno ammortizzatori ("mass dampers") per disperdere l'energia dei moti relativi, lasciando uno spazio di separazione che consenta questo moto reciproco.

#### Rinforzi esterni agli edifici

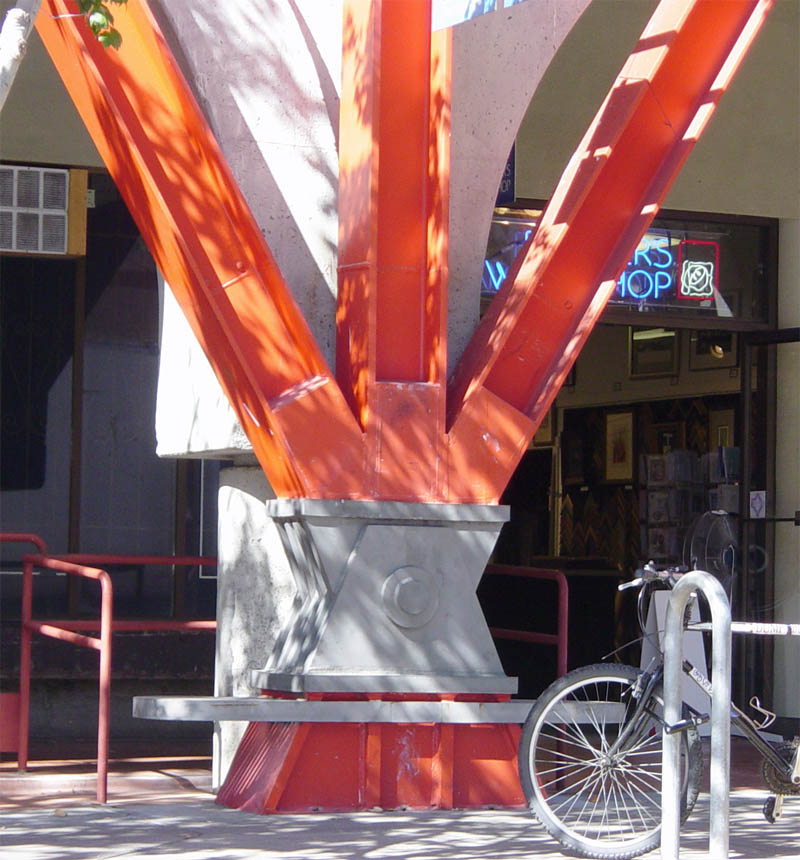
Dettaglio strutture di rinforzo esterno. Berkeley, California.

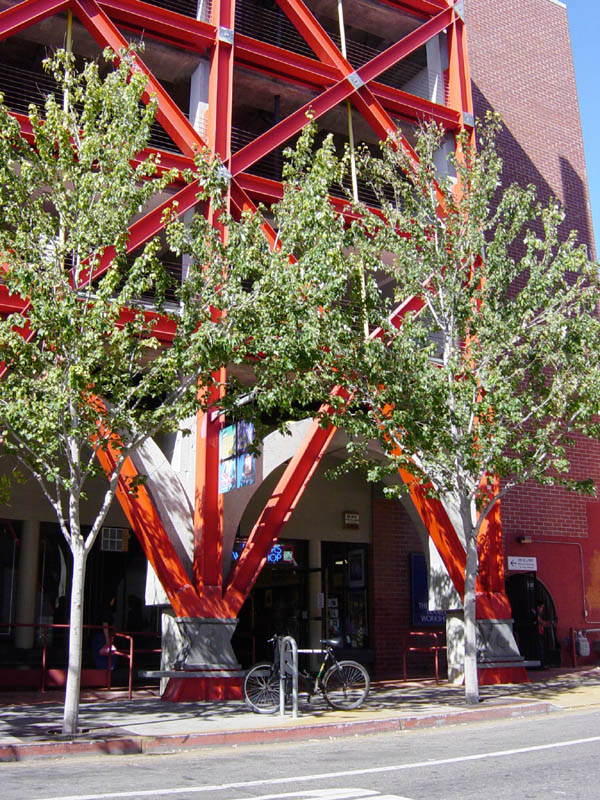
Struttura esterna in acciaio. Berkeley, California

#### Colonne in cemento armato esterne
Gli edifici storici sono spesso costruiti con mattoni non rinforzati da strutture in legno, possono avere all'interno dei dettagli architettonici o affreschi che non devono essere alterati. In questo caso si possono aggiungere colonne di acciaio all'esterno, che avvolgono l'edificio formando una struttura a gabbia (in qualche caso si può ripiegare nel cemento armato). Molto delicati sono i punti di raccordo con il basamento, le piastre alla base e il tetto.

#### Struttura esterna

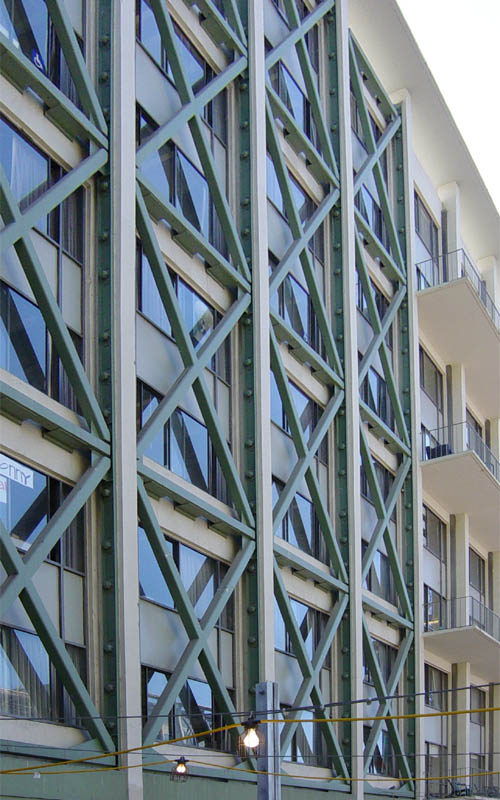
Struttura esterna in acciaio

Nel caso di edificio dotato di sufficiente resistenza verticale ai pilastri e sufficiente resistenza a taglio nei piani bassi, è necessario solo un limitato rinforzo a taglio per rendere l'edificio complessivamente adeguato a resistere ai terremoti attesi.

## Tipici scenari diretrofite soluzione

### Crollo di edifici bassi con aperture al pianterreno

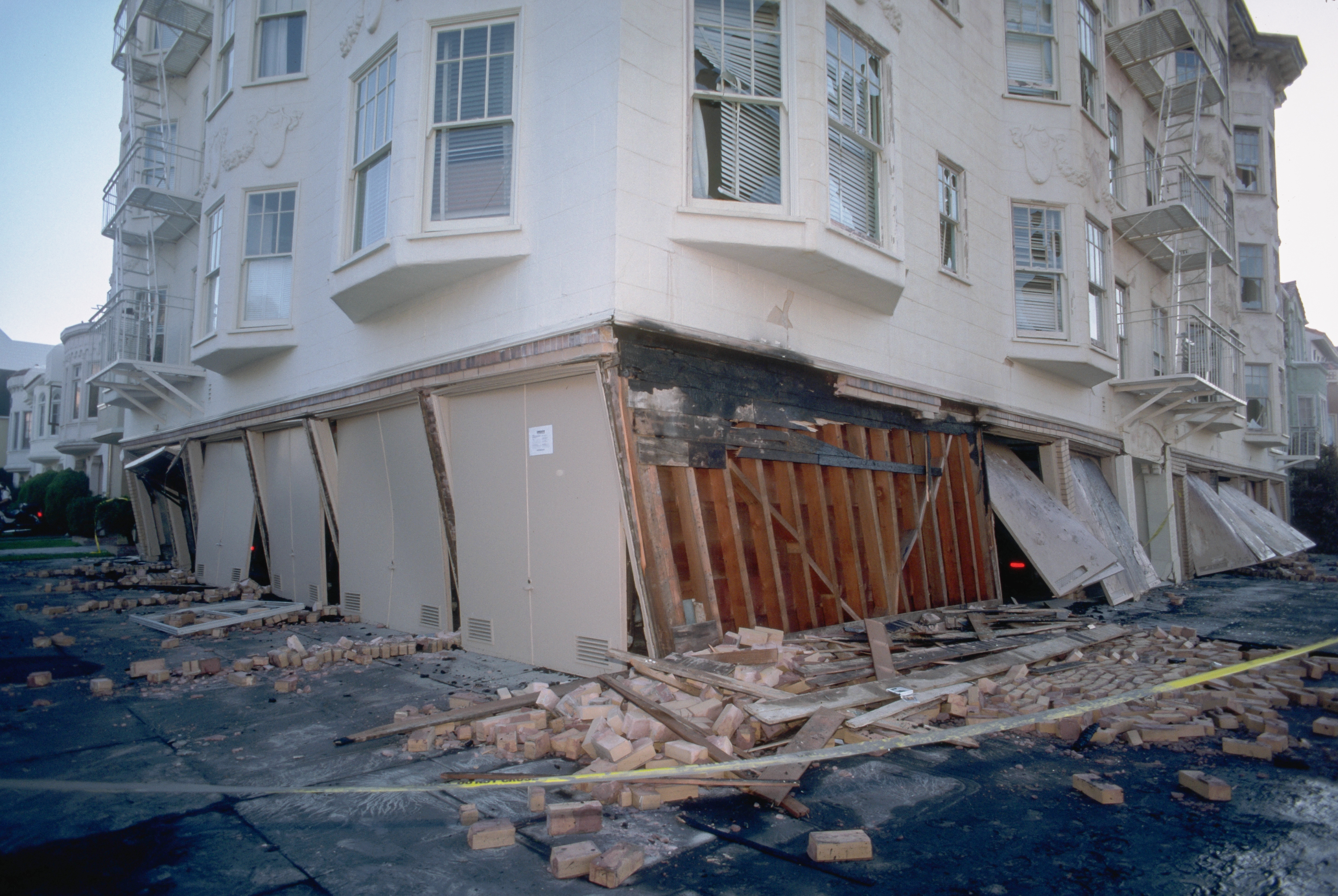
Crollo parziale per inadeguatezza della struttura portante al livello dei garage. Danni provocati dal terremoto di Loma Prieta in San Francisco (1989).

Questa modalità di collasso è nota come "collasso del piano molle". In molti edifici il piano terra è progettato per utilizzi diversi rispetto ai piani superiori. Edifici residenziali bassi possono essere costruiti su di un garage con grosse aperture da un lato. Gli alberghi possono avere un piano terra molto alto che costituisce un imponente salone d'ingresso oppure che ospita ristoranti o sale da ballo. Gli edifici per uffici possono avere esercizi commerciali nel piano terra, i quali necessitano di ampie vetrine.
La progettazione antisismica tradizionale assume che i piani più bassi di un edificio siano più resistenti rispetto a quelli superiori e che laddove non si verifichi questo caso (se il piano inferiore è meno forte rispetto al resto) la struttura non risponderà ai terremoti nel modo adeguato. Utilizzando moderni metodi di simulazione e progettazione al computer, è possibile calcolare gli effetti di un livello meno resistente. Diversi cedimenti strutturali di questo tipo in un grande complesso di appartamenti causarono la maggior parte dei decessi nel terremoto di Northridge del 1994.
Tipicamente, dove si riscontra questo tipo di problema, il livello debole viene rinforzato per renderlo più forte rispetto ai piani superiori, grazie all'aggiunta di pareti strutturali di sostegno, oppure di gabbie o reticoli di sostegno in grado di assorbire il momento delle forze. Gabbie di sostegno a forma di U capovolta sono utili per consentire l'accesso ai garage sotterranei, mentre una soluzione meno costosa potrebbe essere quella di utilizzare pareti strutturali o tralicci in diversi punti, modifica che riduce parzialmente l'ampiezza delle vetrine e la spaziosità dei locali, limitando il libero movimento delle auto all'interno del parcheggio, ma consente ancora di usare lo spazio per altri tipi di deposito.

### Crollo della struttura all'interno dei solai

#### Solai in legno
I piani negli edifici in legno sono costruiti con travi portanti, coperte con tavolato di legno diagonale oppure con compensato per formare un sotto-pavimento sopra il quale viene posizionata la superficie di rivestimento del pavimento (ceramica, moquette, parquet, ecc.). In molte strutture queste sono tutte allineate nella stessa direzione. Per prevenire che questi travi (più alte che larghe) si rovescino da un lato, si utilizzano dei blocchi da ogni lato, e per ottenere una resistenza addizionale, si può inserire un bloccaggio con legni diagonali, trasversali o con staffe di metallo tra le travi in uno o più punti lungo la loro lunghezza. Nel lato più esterno è tipico l'usare una singola profondità di bloccaggio e una trave perimetrale sul tutto.

### Slittamento delle fondamenta e danneggiamento tipo "cripple wall"

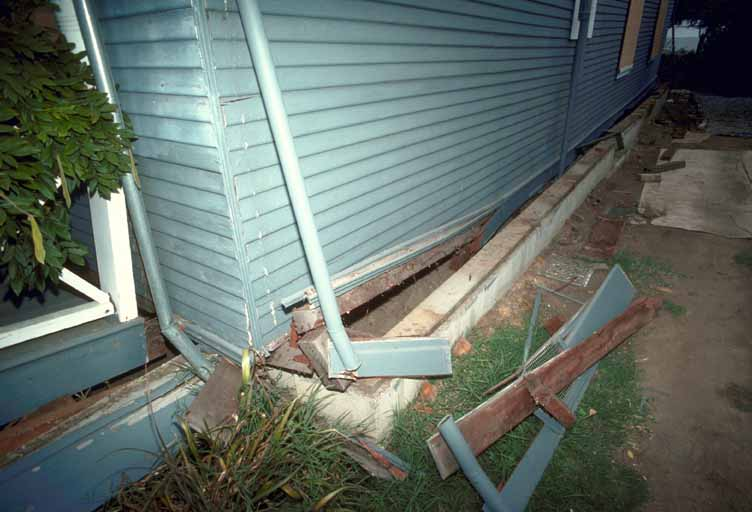
Casa spostata dalle fondamenta

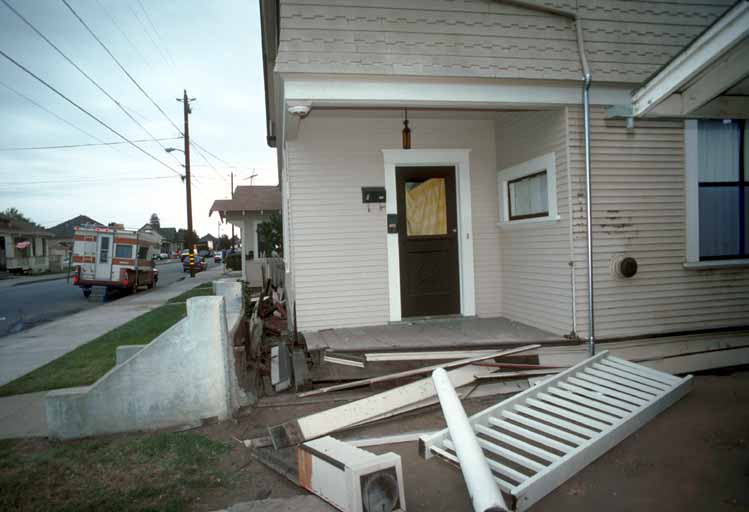
Crollo di un "cripple wall" e distacco della struttura della scala in calcestruzzo

Le strutture residenziali in legno a uno o due piani costruite su di un perimetro di mattoni o su fondamenta di pietre sono relativamente sicure in un terremoto, ma in molte strutture statunitensi costruite prima del 1950 la piastra del pavimento che si trova tra le fondamenta in calcestruzzo armato e il diaframma del pavimento (fondamenta del perimetro) oppure la struttura che sostiene le fondamenta in roccia possono essere non sufficientemente avvitate. Inoltre le vecchi viti di connessione (se non sono a prova di corrosione) possono essersi corrose fino a diventare fragili. Una scossa laterale può far slittare l'edificio da un lato, al di fuori delle fondamenta o del perimetro in lastre di roccia.
Spesso questi edifici (tipicamente di campagna o montagna) vengono costruiti su pendii moderati e sono eretti su di una piattaforma connessa a delle fondamenta perimetrali attraverso basse ma spesse pareti (che in America sono chiamate "cripple wall" o pin-up). Questa struttura può andare a crollo strutturale oppure può staccarsi dalle connessioni agli angoli, portando l'edificio a muoversi diagonalmente facendo collassare le basse pareti. La probabilità di crollo delle "pin-up" può essere ridotta assicurandosi che la struttura degli angoli sia ben rinforzata e che i pannelli strutturali siano ben connessi tra di loro attraverso colonne agli angoli. Questo richiede l'utilizzo di compensato di qualità definita di "grado strutturale", spesso con un trattamento per la resistenza a marcire. Questo tipo di compensato (detto X-Lam) è costruito di molteplice lamine di legno più sottile rispetto a quello comune, senza interstizi. Gli edifici in legno più moderni progettati per resistere ai terremoti, come quelli a bande incrociate, spesso hanno giunti in metallo tra i pannelli e vengono ricoperti di stucco per incrementare la loro performance. Laddove gli edifici si costruiscono su suoli argillosi che tendono a espandersi, l'edificio deve essere costruito su di una singola e relativamente spessa lastra monolitica in calcestruzzo armato precompresso, mantenuta nella sua unità da barre in acciaio ad alta resistenza post-tensionate dopo che lastra è stata deposta. Questo processo mette il cemento armato in compressione - una condizione che lo rende resistente al piegarsi e che non andrà incontro a fratture o alla formazione di crepe anche in condizioni di ondeggiamento e liquefazione del terreno.

### Esplosione delle colonne in cemento armato

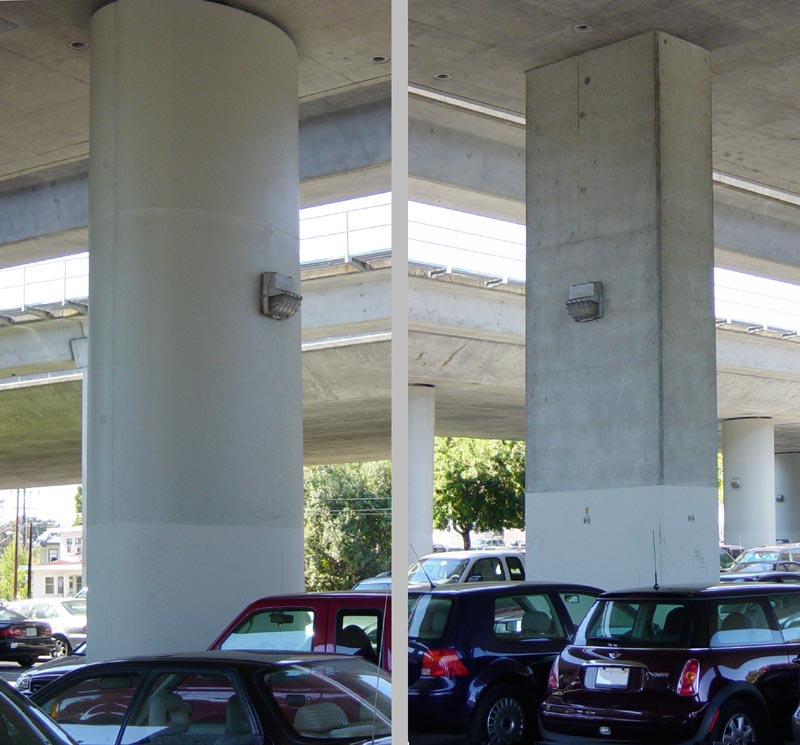
Pilastro circondato da una camicia di acciaio e riempita di cemento ("grouting") sulla sinistra, non modificato sulla destra.

Le colonne in calcestruzzo armato tipicamente contengono barre in acciaio verticali di grosso diametro (barre d'armatura longitudinale) disposte come un anello, circondate da spire o cerchi di barre di diametro minore (staffe). Dopo l'analisi di crolli causati dai terremoti, si è capito che la debolezza non era nelle barre verticali, ma piuttosto nell'inadeguata resistenza e/o quantità di staffe deputate a contenere il fascio di barre verticali. Una volta che si dovessero aprire e/o rompersi le staffe, le barre verticali possono flettersi verso l'esterno, portando a forti tensioni il calcestruzzo nella parte centrale della colonna. In questo caso il calcestruzzo semplicemente si frantuma, non più contenuto dalle barre verticali d'acciaio. Nelle nuove costruzioni si utilizza una maggiore quantità di staffe o elementi di funzione analoga.
Uno tra i più semplici metodi di adeguamento antisismico è quello di cingere la colonna con una camicia d'acciaio prefabbricate e saldate come un singolo cilindro. Lo spazio tra la camicia d'acciaio e la colonna viene poi riempito di cemento, un processo noto come "grouting". Quando il suolo o le condizioni della struttura richiedono queste modifiche addizionali, si possono aggiungere pilastri addizionali nei pressi della base della colonna e piastre in cemento armato che uniscono dei pilastri al pilone centrale possono essere realizzate al livello del suolo oppure poco al di sotto. Non sempre si rende necessario tale intervento per tutte le colonne o pilastri al fine di ottenere una sufficiente resistenza sismica per le condizioni attese.

### Rinforzo delle pareti in cemento armato
Le pareti in cemento armato vengono spesso utilizzate nella transizione tra strade sopraelevate su terrapieno e le strutture che scavalcano. La parete viene usata sia per contenere il suolo e dunque permettere di costruire un salto più corto ma anche per trasferire il peso del cavalcavia direttamente in basso verso le fondamenta del cavalcavia in un terreno prima non sottoposto a pressione. Se queste pareti sono inadeguate possono crollare per le tensioni indotte dal movimento del suolo causato dal terremoto.
Una forma di adeguamento è quella di trapanare in numerosi punti la superficie della parete e di assicurare corte sezioni di barre d'armatura a forma di L alla superficie di ogni foro con colla epossidica. Si aggiungono altri tondini verticali e orizzontali ai nuovi elementi infissi nella parete, formando una griglia a maglie quadrate, si posiziona un cassone in legno e si versa un nuovo strato di cemento che copre tutte queste barre. Questa modifica può essere abbinata con delle fondamenta addizionali scavate in trincee e con piedini di sostegno addizionali e leganti all'indietro per collegare il cavalcavia alle pareti perimetrali.

### Resine per le pareti di mattoni e rinforzi in fibra di vetro
Alcune strutture di pareti in mattone sono state rinforzate con rivestimenti in fibra di vetro e resine (epoxy o polyester). Nei piani più bassi queste possono essere applicate sull'intera superficie esposta, mentre nei piani superiori questi interventi possono essere confinati ad aree ristrette tra le aperture di finestre e porte. Questa applicazione fornisce resistenza tensiva che irrigidisce la parete evitando che possa piegarsi oppure ondeggiare da un lato all'altro. La protezione efficiente di un intero edificio richiede un'analisi estensiva (anche con simulazioni al computer, dal momento che in certi punti potrebbe essere conveniente "indebolire" la struttura) e un'ingegnerizzazione adeguata per determinare i punti da sottoporre a questa modifica.

## Adeguamento antisismico di ponti
I ponti possono essere soggetti a diversi meccanismi di rottura in caso di terremoti.

### Muratura rinforzata e non rinforzata
In molti luoghi di paesi in via di sviluppo (o che valorizzano esteticamente l'edilizia tradizionale) come il Pakistan, l'Iran e la Cina, le mura di mattoni, sono la forma predominante di strutture per l'edilizia residenziale. La muratura è la forma più comune di costruzione in America nella prima parte del XX secolo, che implica che molte di queste strutture a rischio hanno un significativo valore storico. Le mura di mattoni non rinforzate sono molto pericolose se non idonee a resistere agli eventi sismici. Spesso è meglio sostituirle piuttosto che adeguarle sismicamente, ma se si tratta di mura portanti in strutture di dimensioni modeste possono essere rinforzate appropriatamente. È fondamentale che le travi dei pavimenti e dei soffitti siano collegate in sicurezza alle mura portanti. Possono essere aggiunti supporti verticali di acciaio o cemento armato.
Negli Stati Uniti, molto di quello che viene definito "muratura" sono in realtà muri di mattoni oppure in pietra. Le attuali regole di costruzione americane prescrivono la quantità di tie–back richiesto, che consiste in collegamenti di metallo assicurati a elementi verticali strutturali. Questi giunti si infilano nel cemento tra i mattoni o tra le pietre, assicurando l'aderenza dell'elemento alla struttura primaria. Alcune antiche strutture potrebbero non essere adeguatamente legate per assicurare una sufficiente sicurezza sismica. Una lastra di pietra debolmente assicurata nel rivestimento interno di una casa (ad esempio utilizzata nelle costruzioni stile "western" per rivestire un caminetto dal pavimento al tetto) può risultare pericolosa per gli occupanti.

## Pubblicazioni correlate
- Journal of Earthquake Engineering
- Earthquake Engineering & Structural Dynamics (EN) Earthquake Engineering & Structural Dynamics, su www3.interscience.wiley.com, John Wiley & Sons. URL consultato il 25 ottobre 2020 (archiviato dall'url originale il 10 dicembre 2012)
- Journal of Structural Engineering
- Earthquake Spectra
- International Journal of Structural Stability and Dynamics, su ejournals.worldscientific.com.sg (archiviato dall'url originale il 13 agosto 2003).
- Soil Dynamics and Earthquake Engineering